# Estibà
L'estibà (del llatí stibium), trihidrur d'antimoni o, anteriorment, estibina és un compost químic de fórmula SbH₃. En condicions normals de pressió i temperatura es presenta com un gas incolor. Es tracta del principal hidrur d'antimoni, sent un anàleg pesat de l'amoníac (NH₃). Igual que el sulfur d'hidrogen (H₂S), aquest gas fa una forta olor desagradable semblant a la dels ous podrits.

## Història
L'estibà fou sintetitzat per primera vegada el 1837 pel cirurgià i químic anglès Lewis Thomson i també, de forma independent, pel metge i químic alemany Christoph Heinrich Pfaff (1773-1852). El mètode emprat fou la reducció d'un compost d'antimoni amb hidrogen generat in situ. A causa de la dificultat de la síntesi i de la seva toxicitat, les seves propietats no foren estudiades fins al segle xx. El 1876 Francis Jones estudià diversos mètodes de síntesi, però no fou fins al 1901 que el químic alemany Alfred Stock (1876-1946) determinà les seves propietats.

## Estructura molecular
La teoria RPECV indica que la geometria de la molècula d'estibà és piramidal de base triangular, fet que s'ha comprovat de forma experimental mitjançant espectrometria. L'antimoni empra orbitals híbrids sp3 que es disposen en la direcció dels vèrtexs d'un tetraedre. Un d'ells té una parella d'electrons, i no forma enllaç. Els altres tres formen enllaços σ amb els orbitals s dels hidrògens. L'angle d'enllaç {\displaystyle {\ce {H-Sb-H}}} és un poc superior als 90° (91,3°) que s'allunya del valor dels angles del tetraedre (109,5°) i que pot explicar-se a partir de la grandària de l'àtom d'antimoni que permet que els enllaços s'aproximin abans que es produeixi una repulsió entre ells, amb la corresponent expansió del parell solitari. La longitud dels enllaços {\displaystyle {\ce {Sb-H}}} és de 171 pm. Són enllaços poc polaritzats, l'hidrogen té electronegativitat 2,20 i l'antimoni 2,05.

## Propietats

### Propietats físiques
A temperatura ambient l'estibina és un gas incolor, d'olor desagradable que recorda la del sulfur d'hidrogen. Té una densitat de 5,10 g/l, un punt d'ebullició de –17 °C i un punt de fusió de –88 °C. Les forces intermoleculars presents en l'estat líquid i en el sòlid són forces de dispersió de London a causa de la baixa polaritat que presenta la molècula.
És soluble en aigua, 4,1 g/L a 0 °C, i molt soluble en etanol, disulfur de carboni i dissolvents orgànics. És inestable, a temperatura ambient es descompon lentament i velocitat de descomposició augmenta en escalfar-lo. Els productes de la descomposició són hidrogen i antimoni metàl·lic que habitualment es diposita en forma de mirall:
{\displaystyle {\ce {2SbH3 -> 2Sb + 3H2}}}

### Propietats químiques
L'estibà és estable a temperatura ambient. Si s'escalfa a més de 200 °C, l'estibà es descompon en antimoni i hidrogen. L'antimoni es diposita damunt superfícies fredes formant un mirall.{\displaystyle {\ce {SbH3 ->[\Delta] Sb + 3/2 H2}}}L'estibà crema en l'aire i produeix òxid d'estibà(III):
{\displaystyle {\ce {2 SbH3 + 3/2 O2 -> Sb2O3 + 3 H2O}}}

## Preparació
L'estibina es pot preparar per reacció de compostos d'antimoni(3+), com ara l'òxid d'antimoni(III) {\displaystyle {\ce {Sb2O3}}} o el clorur d'antimoni(III) {\displaystyle {\ce {SbCl3}}}, amb reactius que proporcionin hidrurs:
{\displaystyle {\ce {2 Sb2O3 + 3 LiAlH4 -> 4 SbH3 + 3/2 Li2O + 3/2 Al2O3}}}{\displaystyle {\ce {4 SbCl3 + 3 NaBH4 -> 4 SbH3 + 3 NaCl + 3 BCl3}}}

## Aplicacions
L'estibà d'alta puresa, s'utilitza com a dopant de fase gasosa per al silici en semiconductors de tipus n.

## Toxicitat
L'estibà és probablement el compost d'antimoni més tòxic. Té efectes similars als de l'arsà, però l'estibà no es troba tan sovint com l'arsà. La via d'exposició més probable a l'estibina és la inhalació. L'estibina s'uneix a l'hemoglobina dels glòbuls vermells. Els primers signes d'exposició poden no aparèixer durant diverses hores, però poden incloure: mal de cap, vertigen i nàusees, seguits dels símptomes de l'anèmia hemolítica (nivells alts de bilirubina no conjugada), hemoglobinúria i nefropatia.